# Sidneyia inexpectans
Sidneyia inexpectans és una espècie extinta d'artròpode que es coneix a partir de fòssils trobats en la formació cambriana dels esquists Burgess Shale de la Colúmbia Britànica. Se sol considerar que Sidneyia està estretament relacionada amb els quelicerats, però la seva posició exacta en relació amb aquest grup encara no està clara.
Sidneyia inexpectans va ser descobert el 1910 durant el primer dia d'exploració de Charles Walcott en Burgess Shale. El nom al·ludeix del seu fill gran, Sidney, que havia ajudat a localitzar el lloc i recollir la mostra. El nom de l'espècie, inexpectans, significa "inesperat". S'han documentat uns 200 exemplars.

## Característiques
Sidneyia inexpectans mesura de 51 a 130 mm de llarg i és un dels artròpodes més grans trobats en aquest lloc. Es creu que va ser un carnívor bentònic que caminava pel fons de la mar a la recerca de preses de closca dura. El contingut estomacal va revelar que s'alimentaven de Hyolitha (mol·lusc) i de petits crustacis i trilobits.